# Erika Vélez
Erika Monserrate Vélez Zambrano (Manta, Manabí, 3 de abril de 1982) es una actriz y presentadora de televisión ecuatoriana.

## Biografía
Nació en la ciudad de Manta, provincia de Manabí, es hija de Tatiana Zambrano y Rubén Vélez. Luego de ser reina de belleza de su ciudad natal, en el año 2000 participa en la telenovela juvenil Sin límites. Luego formó parte del elenco de la serie Solteros sin compromiso, también en 2003 participó en la serie argentina Dr. Amor, en la telenovela peruana Bésame tonto y en las colombianas Francisco el Matemático en 2004 y El capo en 2009. En 2014 protagonizó 3 familias durante 6 temporadas. En 2021 forma parte de la serie Juntos y revueltos y luego protagonizó la telenovela Casi cuarentonas.

## Filmografía

### Televisión
| Año                   | Título                  | Rol                                        | Notas                                          |
| --------------------- | ----------------------- | ------------------------------------------ | ---------------------------------------------- |
| 2021                  | Casi Cuarentonas        | Bertha Espín                               | Protagonista, telenovela                       |
| 2021                  | Juntos y revueltos      | Catalina Mendoza de Murillo                | Protagonista, serie de televisión              |
| 2019-actualidad       | MasterChef (Ecuador)    | Presentadora                               | Concurso gastronómico                          |
| 2016                  | El más querido          | Ruth                                       | Antagonista, serie biográfica                  |
| 2015                  | En contacto             | Presentadora                               | Programa de variedades                         |
| 2014-2020             | 3 familias              | Carla Galindo / Cástula Posligua           | Protagonista, serie de televisión y telenovela |
| 2013                  | Canta si puedes         | Presentadora                               | Concurso de talentos                           |
| 2012                  | Así somos               | Presentadora                               | Programa de variedades                         |
| 2011                  | Vamos con todo          | Presentadora                               | Programa de farándula                          |
| 2010                  | Oh Diosas               | Presentadora                               | Programa de Concurso                           |
| 2009-2010 / 2012      | El capo                 | Agente Priscila                            | Reparto, narcoserie                            |
| 2007                  | Tiempo final            | Mariana                                    | Serie de televisión                            |
| 2006-2007             | El precio de la fama    | Presentadora                               | Programa de concurso                           |
| 2006                  | Cosa sería              | Laura María Pesantes                       | Protagonista, serie de televisión              |
| 2005-2006             | Mis primas              | Elisa                                      | Protagonista, serie de televisión              |
| 2004                  | Francisco el Matemático | María Paula Ramírez                        | Protagonista, telenovela                       |
| 2003-2004             | La Hechicera            | Nicole Maquiavelo                          | Actuación estelar, telenovela                  |
| 2003                  | Dr. Amor                | Liliana Suárez                             | Actuación estelar, telecomedia                 |
| 2003                  | Bésame tonto            | Diana                                      | Actuación estelar, telenovela                  |
| 2002-2007 / 2014-2017 | Solteros sin compromiso | María José Martínez Cucalón "La Ñaña Rica" | Protagonista, serie de televisión              |
| 2000                  | Sin límites             | Isabela                                    | Actuación estelar, telenovela juvenil          |

### Cine
| Año  | Título                  | Rol       | Notas                                                |
| ---- | ----------------------- | --------- | ---------------------------------------------------- |
| 2022 | Amor en tiempos de like | Doménica  | Película ecuatoriana, dirigida por Alejandro Lalaleo |
| 2008 | Retazos de vida         | Cristiana | Película ecuatoriana, dirigida por Viviana Cordero   |